# Moses Costa
Moses Costa CSC (ur. 17 listopada 1950, zm. 13 lipca 2020) – banglijski duchowny katolicki, arcybiskup Ćottogram w latach 2017–2020.

## Życiorys
Święcenia kapłańskie otrzymał 5 lutego 1981 w Zgromadzeniu Świętego Krzyża.
5 lipca 1996 papież Jan Paweł II mianował go biskupem Dinadźpur. 6 września 1996 z rąk biskupa Adriana Bernardiniego przyjął sakrę biskupią. 
6 kwietnia 2011 papież Benedykt XVI mianował go biskupem Ćottogram. W dniu 27 maja 2011 uroczyście objął urząd.
W dniu 2 lutego 2017 roku papież Franciszek podniósł go do godności arcybiskupa Archidiecezji Ćottogram.